# Polymerus rufipes
Polymerus rufipes är en insektsart som beskrevs av Knight 1926. Polymerus rufipes ingår i släktet Polymerus och familjen ängsskinnbaggar. Inga underarter finns listade i Catalogue of Life.